# Mon (héraldique)
Pour les articles homonymes, voir Mon.

Mon de l'empereur du Japon, de motif chrysanthème.

Mon du cabinet du Premier ministre du Japon de motif paulownia (go-shichi-no-kiri), inspiré de celui de Toyotomi Hideyoshi.

Le mon (紋), ou kamon (家紋), est un insigne héraldique initialement utilisé par les clans de samouraïs pour se reconnaître plus facilement sur les champs de bataille. Ils sont généralement sous forme de dessins stylisés à l'intérieur d'une forme géométrique.

## Histoire
Les blasons seraient apparus au Japon au cours du milieu de l'époque de Heian, vers 900-1000. Les armoiries familiales étaient alors peintes sur les véhicules des aristocrates pour indiquer le statut social de leur propriétaire, et les chars des familles de rang inférieur devaient céder le passage à ceux de rang supérieur.
Les armoiries familiales se sont répandus dans tout le Japon auprès des nobles de la cour et des samouraïs à partir de l'époque de Kamakura (1185-1333), s'affichant également sur les costumes. Elles ont été adoptées par les marchands à l'époque de Muromachi (1336-1573) qui les mettaient sur leurs enseignes, puis par les acteurs de kabuki.
À l'époque d'Edo (1603-1868), les roturiers ont été autorisés à choisir et à arborer leurs propres armoiries familiales, à l'exclusion du motif de chrysanthème (réservé à la famille impériale) et au motif de rose trémière (réservé aux shoguns Tokugawa). Et à l'ère Genroku (1688-1704), les armoiries familiales étaient définitivement établies au sein de la population.
Dans le Japon contemporain, on peut les voir gravés sur les pierres tombales, ou teints sur les kimonos portés lors de cérémonies de mariages ou de funérailles.

## Liste desmon
Le nombre de kamon serait de 20 000 à 25 000, classables en plus de 200 groupes selon leur motif. Les types de motifs utilisés sont divisés en cinq grandes catégories : animaux, plantes, éléments naturels, bâtiments/véhicules, et outils/signes abstraits.
Les meubles de plantes sont généralement des symboles de richesse et de noblesse, les éléments naturels étaient utilisés dans l'espoir d'une bonne récolte, et les outils ou signes abstraits étaient à l'origine destinées aux familles impliquées dans la construction.
- Abeseimeiban (阿部清明判)
- Abezeni (阿部銭)
- Agehanochō (揚羽蝶)
- Aizu mitsu aoi (会津三葵) , mon du clan Matsudaira
- Arimake kara hana (有馬家唐花)
- Arimoji (有文字)
- Bōjōke uroko (北条家鱗)
- Chigai bishi (違菱) : deux losanges entrelacés
- Chigai daikon (違大根) : deux radis croisés
- Chigai kine (違杵) : deux pilons bicéphales croisés en X
- Chigai masakari (違鉞) : deux haches croisées en X
- Chigai takanoha (違鷹羽) deux plumes d'épervier croisées en X
- Chigai yabane (違矢羽) deux empennes de flèche croisées en X
- Chyūwani chigaikama (中輪に違鎌) deux serpes croisées en X
- Chyūwani gosannokiri (中輪に五三桐) trois gerbes de paulownia à 3, 5 et 3 fleurs
- Chyūwani narabitakanoha (中輪に並鷹羽) deux plumes d'épervier alignées
- Daki gyōyō (抱杏葉)
- Daki kajinoha (抱梶葉)
- Daki myōga (抱茗荷) : zingibers enlacés
- Daki Omodaka (抱面高)
- Daki ine (抱稲)
- Daki kashiwa (抱柏) : chênes mâles du Japon enlacés
- Futowani masakari (太輪に鉞)
- Gion mamori (祇園守)
- Gion mamoriku-zushi (祇園守崩し)
- Gosan no kiri (五三桐)
- Gohon bone ōgi (五本骨扇)
- Goshi chinokiri (五七桐) : paulownia.  L'emblème du Premier ministre du Japon.
- Gyōyō botan (杏葉牡丹)
- Hanabishi (花菱)
- Hanakage kyōyōbotan (花陰杏葉牡丹)
- Hanatsuki mitsuaoi (花付き三つ葵)
- Hidari futatsu domoe (左二巴)
- Hidari midori (左三ツ巴)
- Hinomaru ōki (日の丸扇)
- Hirai zutsu (平井筒)
- Hiraki kasa (開き傘) : ombrelle ouverte
- Hishimochi (菱持)
- Hitotsu tabanenoshi (一束熨斗)
- Hitotsu tsurumyōganome (一蔓茗荷丸)
- Hiyokuzuru (比翼鶴)
- Hondake tachiaoi (本多家立葵)
- Honmoji (本文字)
- Hosowani nozoki kajinoha (細輪に覗き梶葉)
- Ichimonji (一文字)
- Ichimonji jimitsuboshi(一文字三星)
- Igeta (井桁)
- Igetani mokkō (井桁に木瓜)
- Ikari (碇)
- Ine no maru (稲の丸) : cercle de riz
- Injūchō (因州蝶)
- Iori : ermitage(庵)
- Ippon sugi (一本杉)
- Ishimochi (石餅)
- Itōke fuji (伊藤家藤)
- Itowani kawarikochō (糸輪に変り胡蝶)
- Itowani uchiwa (糸輪に団扇)
- Itsutsu rindōguruma (五ツ龍胆)
- Itsutsu warimanji (五割万字)
- Janome (蛇の目) : motif d'anneaux concentriques
- Jūjikurusu (十字久留子)
- Kagekuyō (陰九曜)
- Kageman jimaru (陰万字丸)
- Kagetsuta (陰蔦)
- Kagome (籠目) : anneau tressé
- Kaji (卦字)
- Kakitsu batabishi (杜若菱)
- Gaku (額) : cadre
- Kama (鎌) : faucille
- Kana wakuzushi (金輪崩し)
- Kanibami (酢漿草)
- Karahana (唐花)
- Kasa (傘) : ombrelle
- Kasa (笠) : chapeau
- Kasane hanagata genjiguruma (重ね花形源氏車)
- Kasane masu (重ね枡)
- Kashira awasemitsu kasa (頭合三笠)
- Kawari kikusui (変り菊水)
- Kichimoji (吉文字)
- Kikkō (亀甲)
- Kikkōni hanabishi (亀甲に花菱)
- Kiku fusen ryō (菊浮線綾)
- Kikusui (菊水)
- Kikyō (桔梗)
- Kiriguruma (桐車)
- Kochō (胡蝶)
- Komochi kikkō (子持亀甲)
- Konoe botan (近衛牡丹)
- Kuginuki (釘抜) : mon de la famille Ueda, qui représente un gros tire-clou utilisé dans la construction des temples.
- Kujōke fuji (九条家藤)
- Kumihiraizutsu (組平井筒)
- Kurodake tachibana (黒田家橘)
- Kutsuwa (轡) : mors
- Kuyō (九曜)
- Maruni agehanochō (丸に揚羽蝶)
- Maruni chidori (丸に千鳥)
- Maruni chigai chōji (丸に違丁字)
- Maruni chigai takanoha (丸に違鷹羽)
- Maruni chigai ya (丸に違矢)
- Maruni dakikashiwa (丸に抱き柏)
- Maruni dakimyōga (丸に抱茗荷)
- Maruni futatsu biki (丸に二引)
- Maruni hanaken bishi (丸に花剣菱)
- Maruni hanare kenkatabami (丸に離れ剣片喰)
- Maruni hidari sangaimatsu (丸に左三階松)
- Maruni hitotsu biki (丸に一引)
- Maruni hitotsu kine (丸に一杵)
- Maruni hitotsu uroko (丸に一鱗)
- Maruni ipponsugi (丸に一本杉)
- Maruni jūnoji (丸に十の字)
- Maruni katabami (丸に片喰)
- Maruni kawari iori (丸に変り庵)
- Maruni kawari sangaibishi (丸に変り三蓋菱)
- Maruni kenkatabami (丸に剣片喰)
- Maruni kikyō (丸に桔梗)
- Maruni kumai zasa (丸に九枚笹)
- Maruni masu : compartiment sur cercle (丸に枡)
- Maruni mitsu aoi (丸に三葵) : trois mauves sur cercle
- Maruni mitsu gashiwa (丸に三柏) : trois chênes mâles du Japon sur cercle
- Maruni mitsu ōgi (丸に三ツ扇) : trois éventails sur cercle
- Maruni narabihiiragi (丸に並柊)
- Maruni nitsuta (丸に蔦)
- Maruni tachibana (丸に橘) : trois orangers sauvages sur cercle
- Maruni tekoku ginukibishi (丸に梃子釘抜菱)
- Maruni tobima izuru (丸に飛び舞鶴)
- Maruni yotsu ishi (丸に四石) : quatre pierres sur cercle
- Maru-no-uchi-ni-mitsuhikiryo
- Masu (枡) : éventail
- Matsu kawabishi (松皮菱)
- Migi mitsudomoe (右三巴)
- Mika zuki (三日月)
- Mitoke mitsu aoi (水戸家三葵)
- Mitsu bikiryō (三引両)
- Mitsu gashiwa (三柏) : trois chênes mâles du Japon
- Mitsu hiōgi (三檜扇)
- Mitsu ichō (三銀杏)
- Mitsu ishi (三石) : trois pierres.  Ce mon a été adapté comme le logo de la compagnie Mitsubishi.
- Mitsu kaede (三楓) : trois érables
- Mitsu ōgi (三ツ扇)
- Mitsu oi hiiragi (三追柊)
- Mitsu uroko (三つ鱗) : trois écailles
- Mitsu warinadeshiko (三割撫子)
- Mitsumori janome (三盛蛇の目)
- Mitsuya (三矢) : trois flèches
- Mittsu gasa (三傘) : trois ombrelles
- Mittsu irekomasu (三入子枡)
- Mittsu kanawa (三金輪)
- Mittsu karigane (三雁金)
- Mittsu naname karigane (三斜雁金)
- Mittsu sasarindō (三笹竜胆)
- Mittsu tachi jikuchigai ichō (三立軸違銀杏)
- Mochi aikutsuwa (持合轡)
- Mokkō (木瓜)
- Mukai boto (対鳩)
- Mukai nami (対波)
- Musubi karigane (結雁金)
- Mutsuya guruma (六矢車)
- Nabeshima kebotan (鍋島家牡丹)
- Nabeshima kehiashi (鍋島家日足)
- Nadeshiko (撫子)
- Naitōkeuchiwa (内藤家団扇)
- Nakagawake kurusu (中川家久留子)
- Nakakagemitsudomoe (中陰三巴)
- Nakakagesagarifuji (中陰下藤)
- Namiwani kagechidori (波輪に陰千鳥)
- Nejikikyō (捻桔梗)
- Nejimukō ume (捻向梅)
- Nihachigaku (二八額)
- Nihonsugi (二本杉) : deux cyprès du Japon
- Nijōkefuji (二条家藤)
- Nobori fuji (昇り藤)
- Ojikini-sanmoji (折敷に三文字)
- Omodaga (沢瀉)
- Onizuta (鬼蔦)
- Roku monsen (六文銭)
- Sagarifuji (下藤)
- Sakura (桜) : cerisier
- Sakura fusenryō (桜浮線両)
- Sanadake zeni (真田家銭)
- Sanbonsugi (三本杉)
- Sangaibishi (三蓋菱)
- Sasarindō (笹竜胆) : cinq feuilles de bambou et trois gentianes,  mon du clan Minamoto
- Sendai izasa (仙台笹)
- Shimazu jūmonji (島津十文字)
- Soroi futatsu hikiryō (揃い二つ引き両)
- Sumiatate yotsume (隅立四目)
- Sumikiri hanabishi (隅切り花菱)
- Sumitateyotsume (隅立四目)
- Tachi aoibishi (立葵菱)
- Tachibana (橘) : oranger sauvage
- Tachi kajinoha (立梶葉)
- Tachi omodaka (立面高)
- Tachiaoibishi (立葵菱)
- Tachibotan (立牡丹)
- Tachika jinoha (立梶葉)
- Taikō giri (太閤桐)
- Taikyokuzu (対極図)
- Takeda bishi (武田菱)
- Tōyamake fuji (遠山家藤)
- Tsurunomaru (鶴の丸)
- Tsuta (蔦) : lierre
- Uchiwazasa (団扇笹)
- Ume (梅) : prune（うめ）
- Umebochi (梅鉢)
- Uraki kubishi (裏菊菱)
- Uranamisen (裏波銭)
- Wari daikon (割大根)
- Waribishi (割菱)
- Yagyū gasa (柳生笠)
- Yama togizakura (大和桜)
- Yamabishi (山菱)
- Yamani kasumi (山に霞)
- Yanagi sawanabishi (柳沢花菱)
- Yattsu chōji (八丁字)